# Biodiversità nelle regioni d'estivazione

Le regioni d'estivazione sono habitat caratterizzati da una ricca diversità delle specie. 

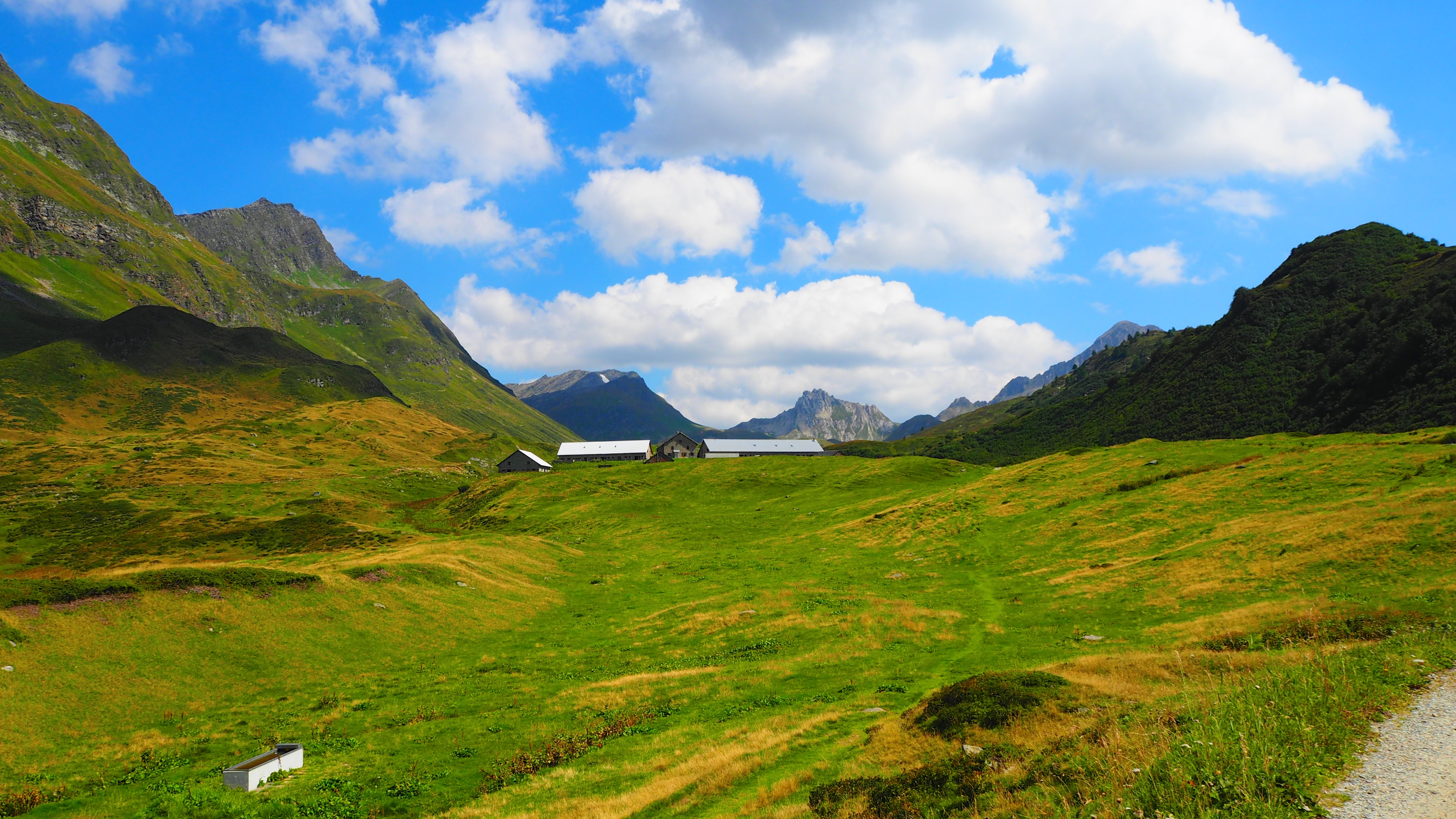
Alpe di Piora, Leventina

La biodiversità di queste regioni alpine è il risultato di condizioni ambientali estremamente variabili che permettono la creazione di numerose e particolari nicchie ecologiche. Inoltre, suoli sovente poveri di nutrimenti, favoriscono la proliferazione di una varietà di specie non competitive. Queste, al contrario delle specie competitive, permettono la presenza di più specie nello stesso habitat, portando a una biodiversità unica.
Nonostante queste regioni siano poco condizionate dai principali disturbi antropogenici, la formazione di comunità e associazioni in queste regioni è fortemente influenzata dall'intervento dell'uomo. Il suo rapporto con le regioni di estivazione è particolarmente marcato dall'agricoltura di montagna, nella quale vengono sfruttate le risorse offerte da questi habitat, influenzandone così lo sviluppo e i cicli vitali.
L'uomo sfrutta da millenni le regioni di estivazione, utilizzando le estese superfici pascolabili dei prati alpini. Molti disboscamenti furono effettuati al limite superiore delle foreste: 2800 km² dell'odierna regione d'estivazione svizzera (la metà della sua superficie totale) era in origine coperta da foreste, poi divenuti prati alpini. Questo fenomeno ha quindi creato spazi per nuove comunità vegetali e animali, aumentando la biodiversità di queste zone.
Oggi, l'agricoltura di montagna vive un profondo cambiamento: alcuni alpeggi (soprattutto i più inaccessibili o scomodi) sono sempre meno pascolati, mentre altri vengono sfruttati in maniera più intensa. Questo ha portato a due tendenze opposte: l'avanzamento della foresta nel primo caso e la eccessiva fertilizzazione nel secondo. In entrambi i casi vi è una perdita di biodiversità vegetale e conseguentemente animale, con i rischi che essa comporta: una perdita di qualità del foraggio, ma soprattutto una ridotta capacità di reazione ai disturbi (erosione, malattie, ecc.).

## Influenza del pascolo

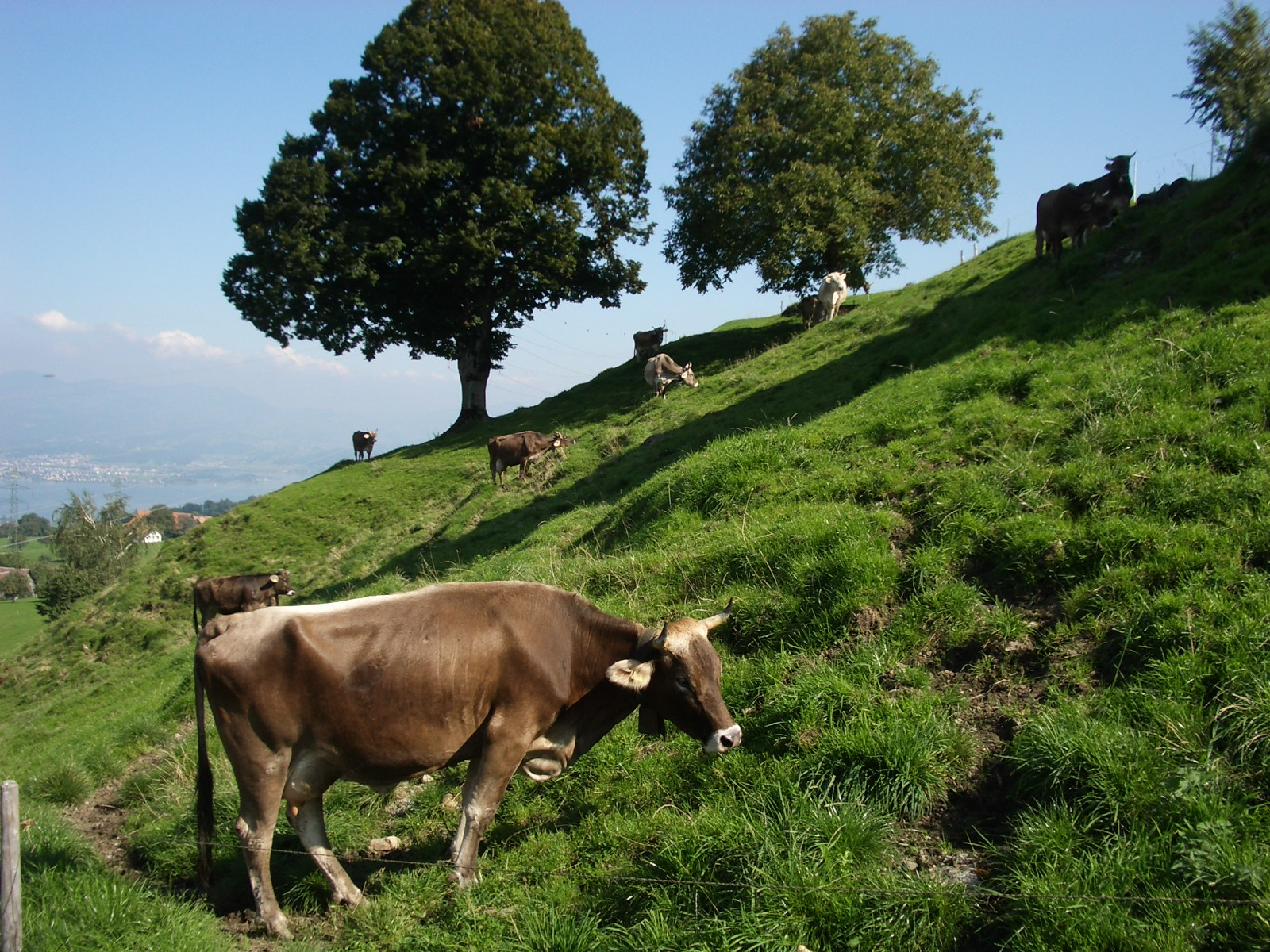
Bovini al pascolo

La gestione del pascolo e la concimazione influenzano in maniera significativa la composizione botanica di un alpeggio e conseguentemente determinarne la diminuzione o l’aumento di biodiversità.
Uno sfruttamento intensivo dell’alpeggio porterà a un accumulo maggiore di concime (letame). Le sostanze nutritive presenti in grande quantità nel terreno diminuiscono la biodiversità: poche specie competitive sono avvantaggiate, mentre molte specie non competitive vengono escluse. Gli effetti negativi spesso possono riscontrarsi anche sulla qualità del foraggio. Una perdita di biodiversità renderà queste nicchie ecologiche più delicate e meno adatte a sopravvivere a perturbazioni o a situazioni di disequilibrio. In caso di cambiamenti climatici, malattie o altri disturbi (introduzione di una nuova specie, aumento di una popolazione erbivora, ecc.) un habitat diversificato avrà più specie e così più probabilità che alcune possano sopravvivere alla perturbazione. L'importante problema dell'erosione è strettamente legato alla biodiversità delle specie: diverse piante avranno diversi tipi di radici. Un mosaico di radici (radici avventizie, fascicolate, a fittone, ecc.) avranno quindi un'azione stabilizzante sul suolo, eliminando la possibilità che si verifichi un fenomeno d'erosione. 
Uno sfruttamento estensivo è quindi ideale per il mantenimento e la promozione della biodiversità.
L'abbandono di un alpeggio e l'interruzione dello sfruttamento dona luogo a un avanzamento del bosco, con comparsa di cespugli e arbusti. In Svizzera fra il 2006 e il 2011 l'Inventario Forestale Nazionale ha registrato una crescita dei boschi di 320 km², il 40% dei quali erano in precedenza superfici adibite all'estivazione. È stato calcolato che ogni anno 2400 ha di pascoli d'estivazione sono abbandonati e subiscono un processo di forestificazione. Diversi studi hanno dimostrato che questo fenomeno comporta e comporterà una perdita di biodiversità, portando foreste più povere in specie a sostituire le comunità dei prati ricche in specie. Le foreste ospitano infatti fino a un terzo delle specie ospitate nei prati alpini, di conseguenza la perdita è più che consistente.
Ciononostante è stato dimostrato, che un parziale avanzamento del bosco è positivo. Un pascolo composto da un mosaico di arbusti nani compone infatti degli habitat ideali per diverse specie animali e vegetali. La diversità specifica maggiore in alcuni studi è stata infatti rilevata proprio in superfici presentanti un mosaico di arbusti nani, soprattutto quando l'intensità di pascolo era tale da controllare il tasso di crescita di questi ultimi e la loro copertura si trovava fra il 30% e il 70% della superficie. Per una ottimale gestione è necessario quindi distribuire al meglio il bestiame, andando a sfruttare anche zone in pendio e poco sfruttate.

## Relazioni di biodiversità

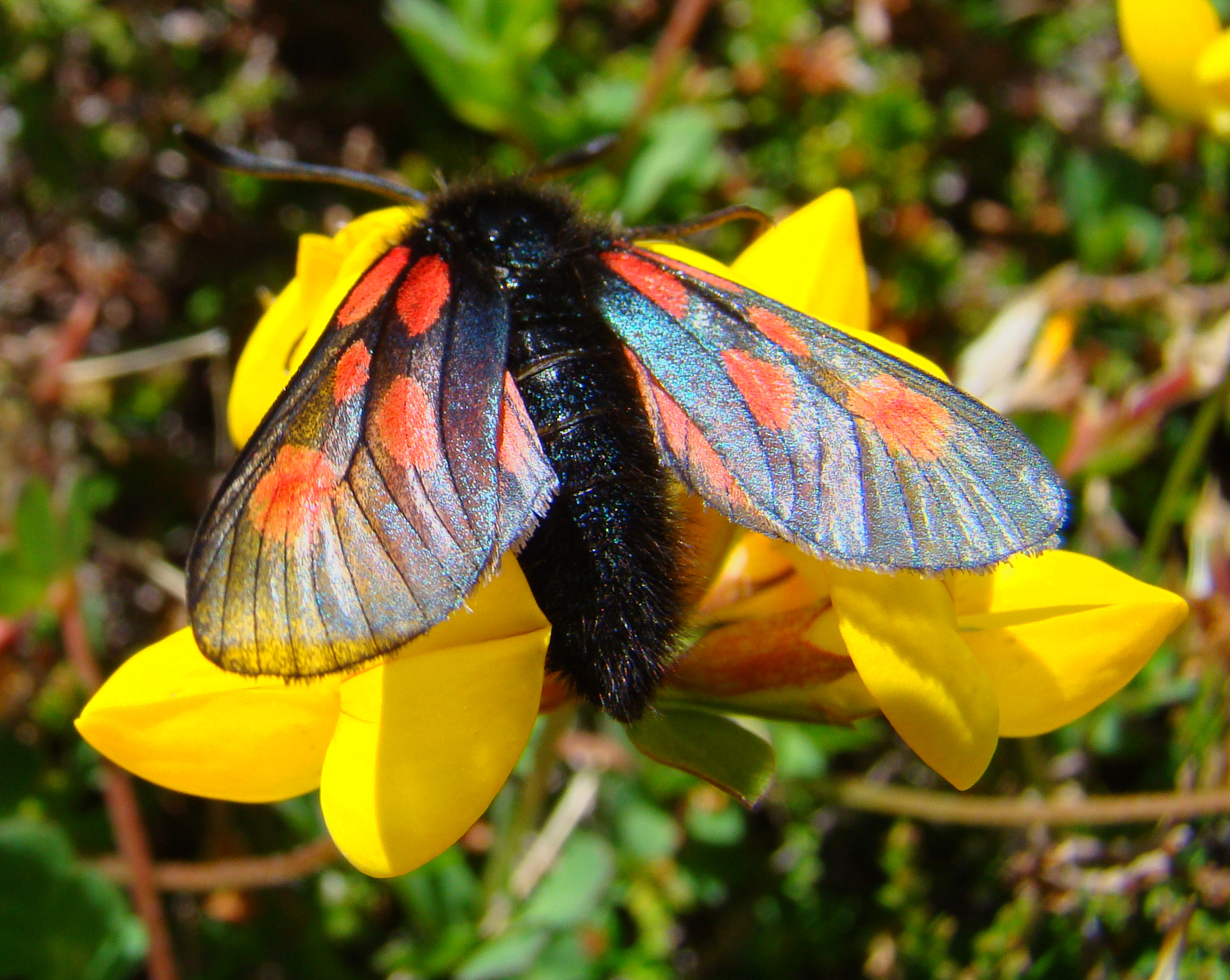
Zygaena exulans

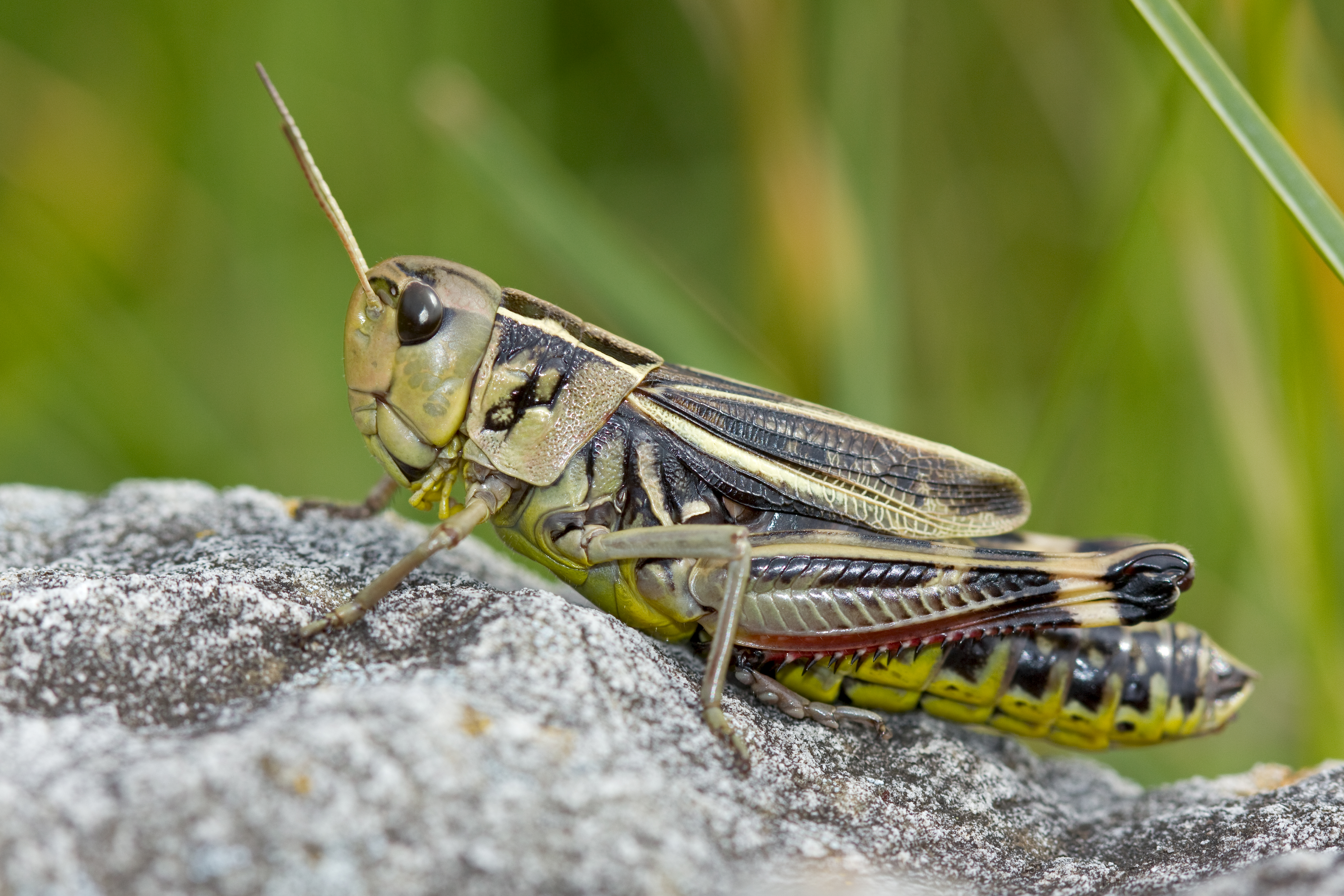
Arcyptera fusca femmina

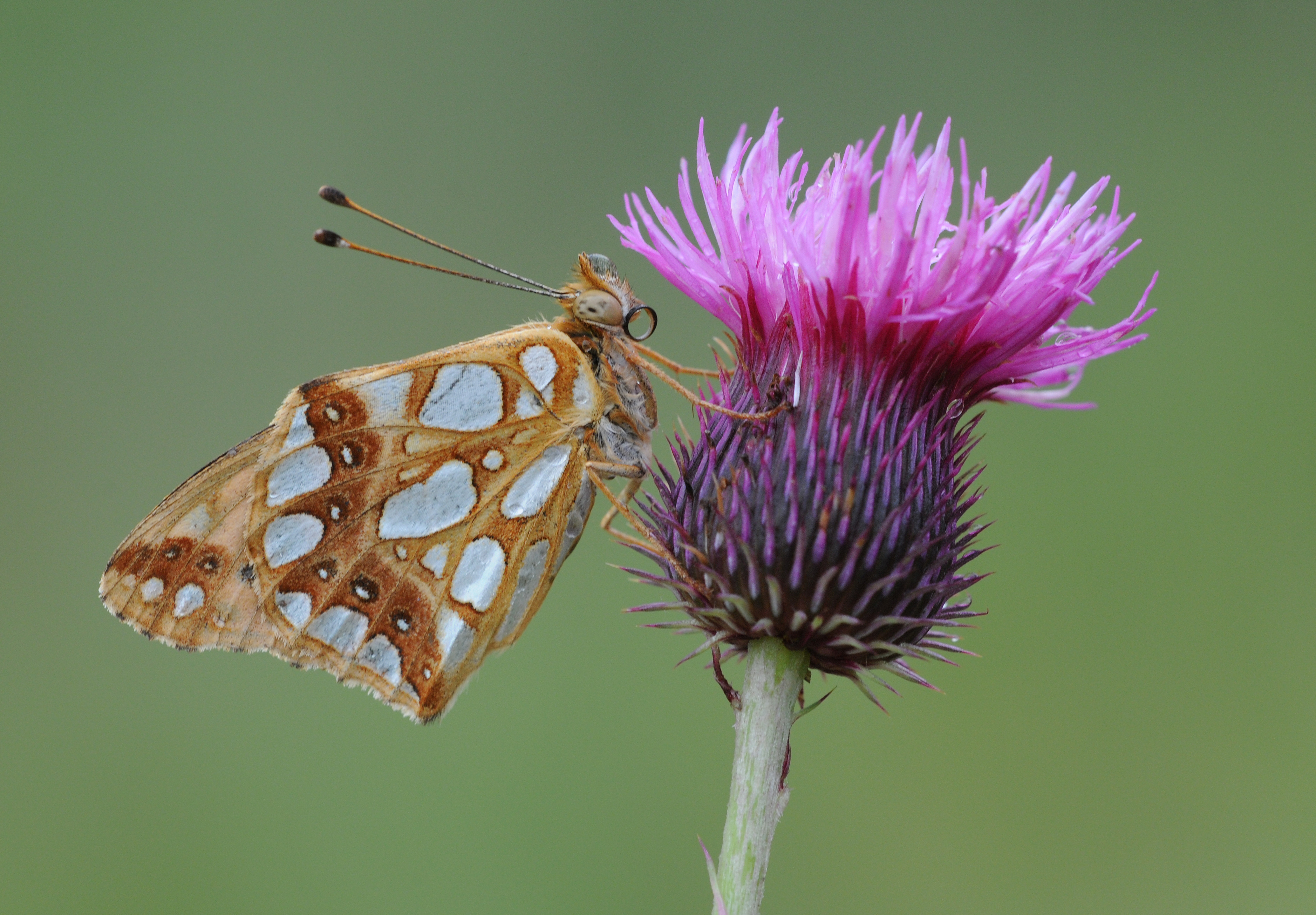
Issoria lathonia

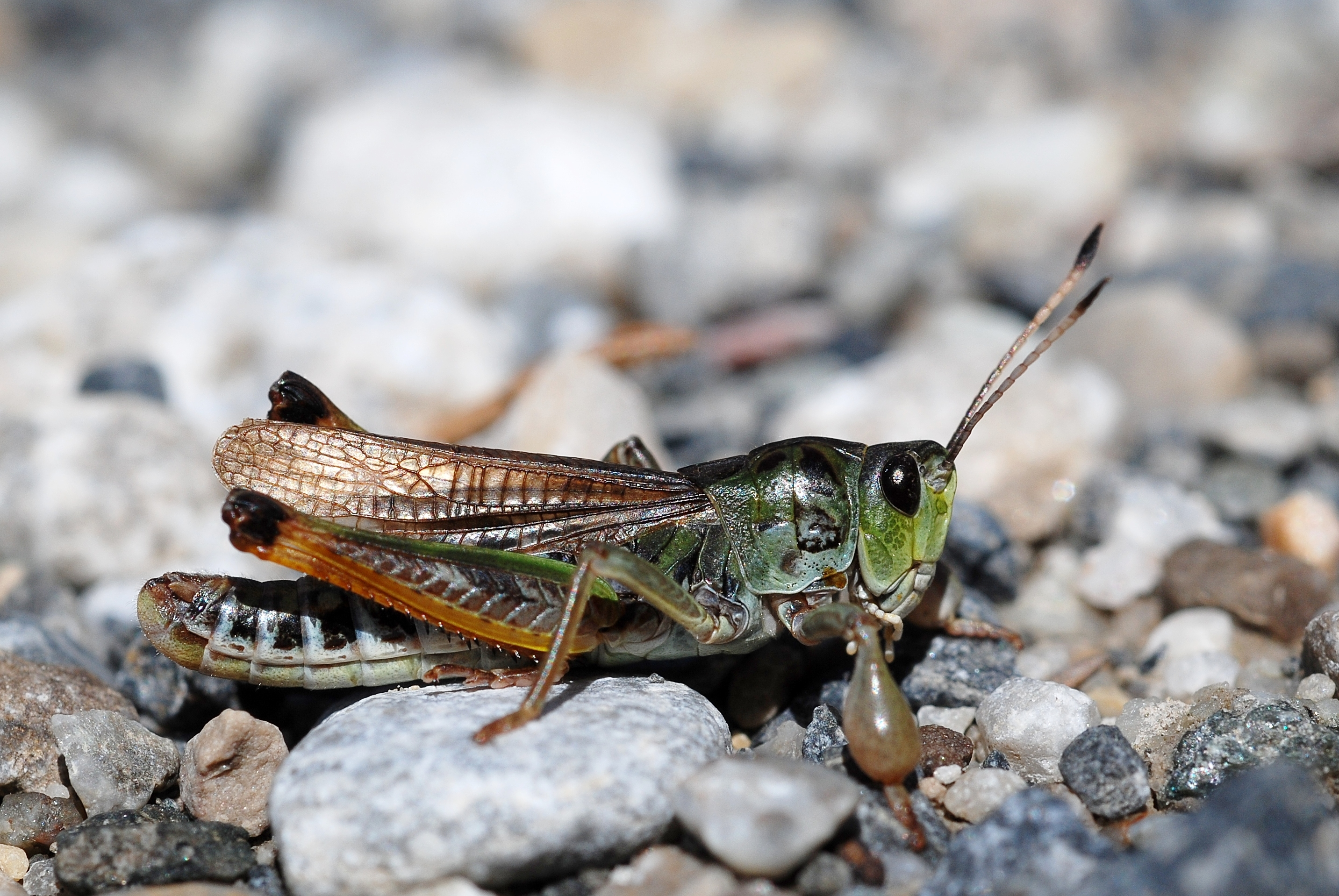
Gomphocerus sibiricus maschio

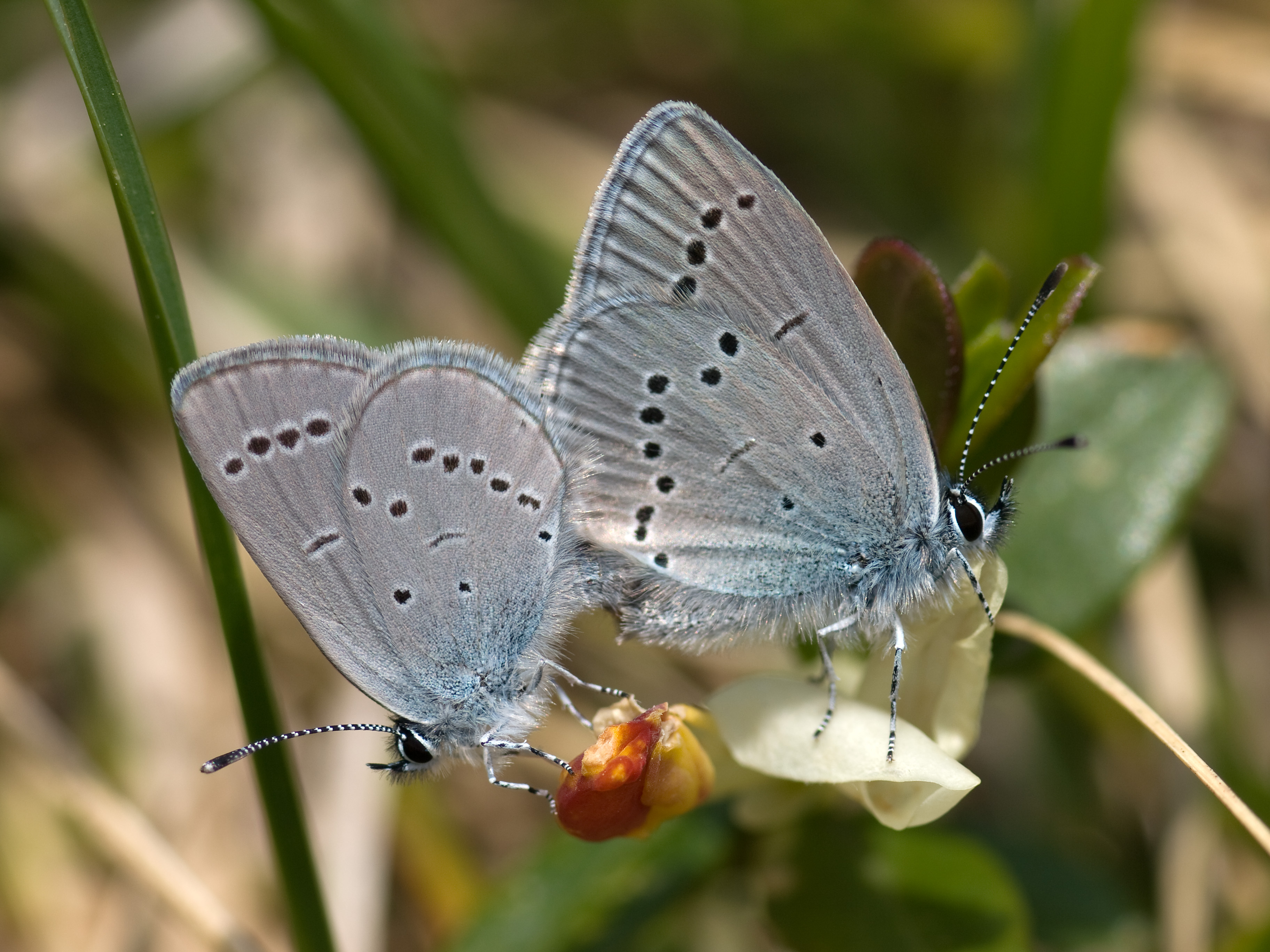
Cupido minimus

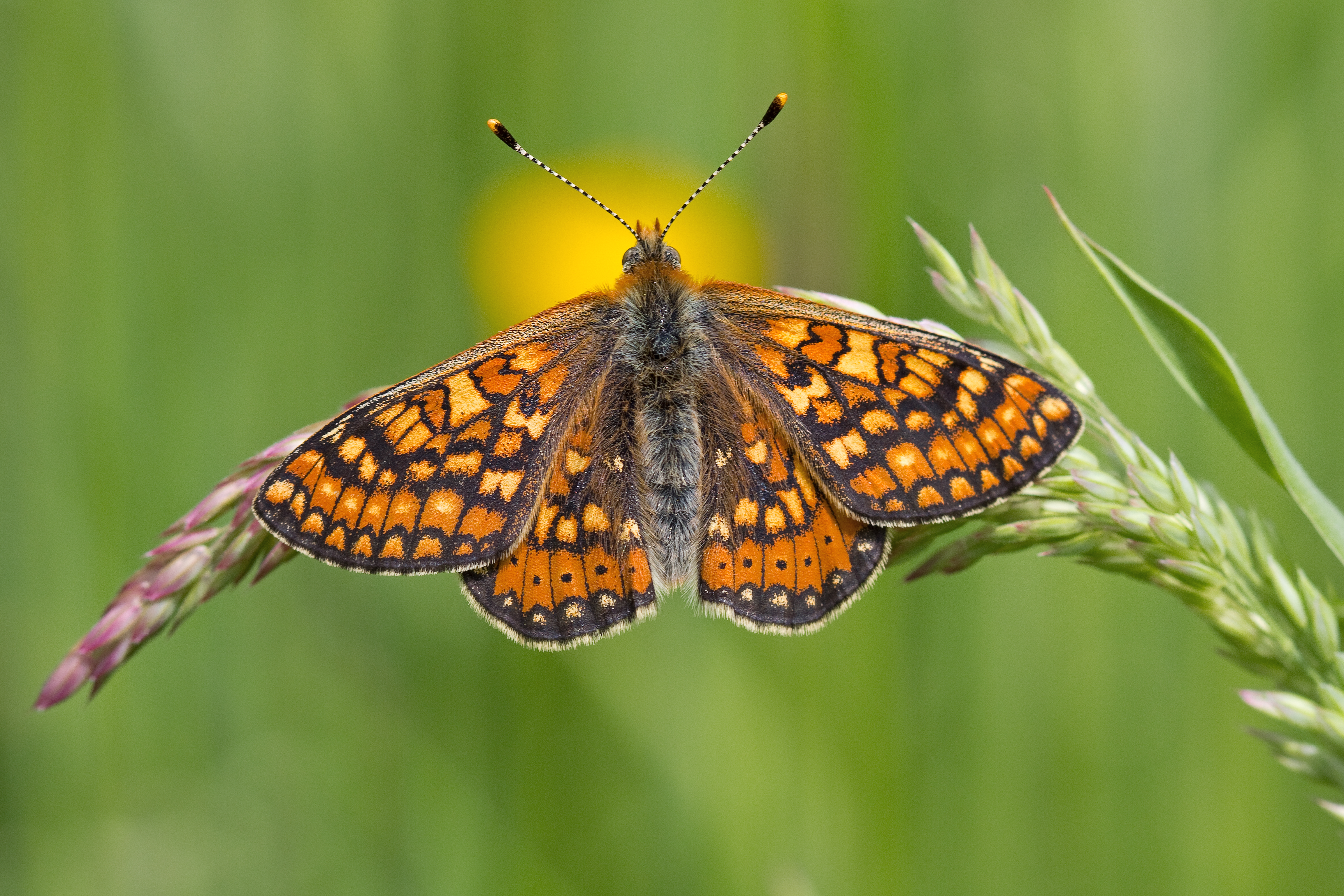
Euphydryas aurinia

La Direttiva Habitat riconosce come habitat minacciati per l'abbandono delle pratiche di allevamento tradizionali diversi tipi di praterie (62-64-65), in particolare 6210 Formazioni erbose secche seminaturali habitat prioritario minacciato, 6510 Preterie magre da fieno a bassa altitudine e 6520 Praterie montane da fieno.
L’importanza della biodiversità vegetale nelle regioni d’estivazione e soprattutto il suo stretto legame con la biodiversità animale è stata descritta da diversi studi. 
È nota infatti la relazione fra le formazioni vegetali a mosaico (di arbusti nani e cespugli) e insetti dell'ordine dei Lepidotteri (Rhopalocera, Hesperiidae and Zygaenidae) e degli Ortotteri (Ensifera and Caelifera). Questi studi confermano quindi la relazione fra biodiversità vegetale e quella di questi taxa di invertebrati, e ne ipotizzano una relazione anche con altri, quali i Sirfidi o i Bombi.
Diverse specie vegetali sono quindi usate per la valutazione della biodiversità delle regioni di estivazioni, almeno per quanto riguarda questo gruppo di animali.

## Politica
Nel 1992, al Summit della Terra a Rio de Janeiro, la Confederazione Svizzera entrando nella Convenzione sulla diversità biologica, si è impegnata a mantenere la biodiversità e a favorirne l’uso durevole.
La Confederazione svizzera con la politica agricola 2014-17 ha quindi messo al centro dei suoi obiettivi ambientali per l’agricoltura, la tutela della biodiversità.
Dei fondi sono stati quindi stabiliti da UFAG e UFAM. Dei contributi sono stati approvati e sono destinati a incoraggiare gli agricoltori ad una gestione attenta e adatta alla promozione della biodiversità.
Secondo l'ordinanza di pagamenti diretti (OPD), tali contributi sono pagati dal 1988, e dal 2014, hanno adottato il nome di "Superfici per la Promozione della Biodiversità (SPB)".
Tale aiuto è stato indirizzato a tutti i diversi tipi esistenti di agricoltura: le coltivazioni erbacee, i frutteti e i vigneti, nonché l’allevamento di bestiame e il conseguente sfruttamento dei campi di fieno.
Il livello di risorse utilizzato da ciascun tipo di attività agricola è differente, perciò diversi metodi, criteri e livelli di qualità sono applicati nel controllo. Nel caso delle regioni d’estivazione, è presente il “Livello di qualità II” o anche “SPB II”.
Queste superfici devono essere conformi ai criteri di qualità ecologici fissati dalla OPD all’art. 59 e all’annesso 4 e deve soddisfare le esigenze legate all’estivazione (OPD art. 26–34, art. 38–41, annesso 2). La qualità della superficie deve inoltre essere mantenuta per 8 anni.

## Qualità e interventi
Rapporti ufficiali vengono redatti sull'insieme degli alpeggi che richiedono il sussidio per le superfici promotrici di biodiversità. Un protocollo viene quindi eseguito da un esperto che valuta la biodiversità e anche la produttività dell'alpeggio in base a diversi criteri.
I criteri che principalmente caratterizzano una superficie con qualità sono diversi. In Svizzera, sono considerate zone con qualità biologiche:
- Zone presentanti oggetti d’inventario d’importanza nazionale
- Zone secche e magre con specie indicatrici di biodiversità
- Zone umide e magre con specie indicatrici di biodiversità
- Zone umide e ricche in nutrimenti con specie indicatrici di biodiversità

L’inventario degli oggetti d’importanza nazionale comprende paludi, prati e pascoli secchi e siti di riproduzione di anfibi che sono biotopi d'importanza nazionale, a condizione che il gestore abbia delimitato tali superfici.
I prati secchi con specie quali Sesleria varia, Carex ferruginea, Festuca varia e Nardus stricta, sono quindi considerati prati di eccezionale biodiversità.
Una superficie con prati secchi d'importanza nazionale all' alpeggio è quindi considerata di qualità ed è soggetta a ricevere i contributi.
Le specie indicatrici di biodiversità si differenziano in tre gruppi, alcuni dei quali ricoprono un ruolo di enorme importanza in quanto parte di nicchie ecologiche particolari e a rischio. Un esempio sono le zone umide e magre: specie come Bartsia alpina, Primula farinosa, Caltha palustris o generi come Epilobium, Pinguicula, Tofieldia, Trichophorum, Eriophorum o Carex (tranne Carex hirta) se presenti su più di 50% della superficie, donano qualità all'alpeggio e sono quindi danno diritto ai contributi.
Anche la presenza di sfagno, quando ricopre oltre il 25% della superficie, determina l'assegnamento di qualità SPB e di contributi, in quanto è essenziale per la creazione delle torbiere a sfagni, biotopo raro e particolare che ospita una grande varietà di piante, spesso legate alle condizioni particolari della torbiera, come accade per le piante carnivore.
Ultimo criterio che determina la qualità di una superficie d'estivazione è la presenza di almeno sei specie della lista. Esse devono trovarsi in un cerchio di rilevamento di tre metri di raggio, equivalenti circa a una densità di due specie al metro quadrato.
Le zone che non rispettano questi criteri sono considerate superfici senza qualità.
Altre zone sono considerate senza o con troppa poca qualità sono:
- Foreste
- Superfici ad alta densità di arbusti nani
- Presenza ad alta densità di specie problematiche come Pteridium aquilinum, Alnus viridis e Jacobaea vulgaris. Queste piante richiedono una lotta secondo le esigenze fissate dalla OPD[14][15][19][20]:

La produttività è altresì valutata: influenzano negativamente la produttività di un alpeggio o non sono considerati produttivi elementi quali: specchi d'acqua e rocce, così come alberi, cespugli, arbusti nani e felci.
Per limitare la crescita di piante problematiche sono quindi necessari degli interventi per limitarne la diffusione e la creazione di monoculture. La confederazione stabilisce che agli alpeggi gli interventi su queste piante devono limitarsi a dei metodi meccanici (sfalcio, sradicamento,…) mentre solo in casi eccezionali, e dopo un’attenta analisi della situazione, autorizza l’utilizzo di sostanze attive.
Anche la concimazione è regolata dalla Confederazione, ed è autorizzata a condizione che la qualità sia preservata.
Se su una superficie parziale la percentuale di piante problematiche supera una determinata soglia, essa viene considerata come improduttiva.
È stato stimato che attualmente in Svizzera le superfici di estivazione che presentano una buona qualità vegetale si attestano intorno al 50% delle superfici totali

## Tipi di vegetazione e fattori determinanti
Diversi tipi di comunità vegetali sono presenti agli alpeggi:

### Prato a nardo

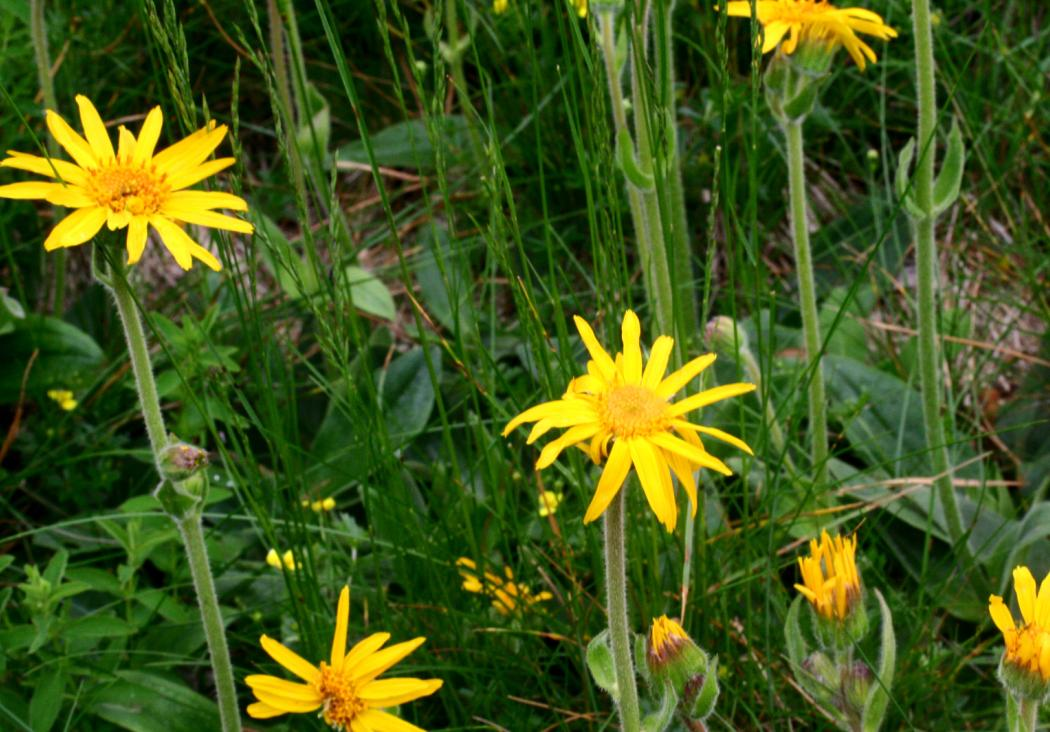
Arnica montana

I prati a nardo sono i prati più comuni nella regione alpina. In generale la biodiversità in questo tipo di pascolo è considerata mediocre, diversi fattori ne sono la causa, quali acidità del terreno da molto acido ad acido e carico invariato per decenni.
La quantità di foraggio in questo pascolo è scarsa e di qualità moderata.
Questo tipo di pascolo si chiama prato a nardo perché, grazie alle condizioni ambientali, domina Nardus stricta.
Sono indicatori tipici di qualità in questo prato: Antennaria dioica, Arnica montana, Astrantia minor o Campanula barbata.
Per identificare questo tipo di pascolo bisogna cercare la presenza di Nardus stricta, avere pochi fiori e spesso la presenza di arbusti nani isolati.
Per promuovere la qualità in questa zona è consigliato un utilizzo molto debole, con massimo un'uscita al pascolo ogni stagione. La concimazione deve avvenire di rado per non modificarne la flora. Per mantenere la qualità del prato bisogna evitare la diffusione degli arbusti nani e per farlo bisogna sfruttare piccole parcelle di terreno affinché gli animali bruchino anche Nardus stricta.

### Pascolo magro secco/prato secco a sesleria

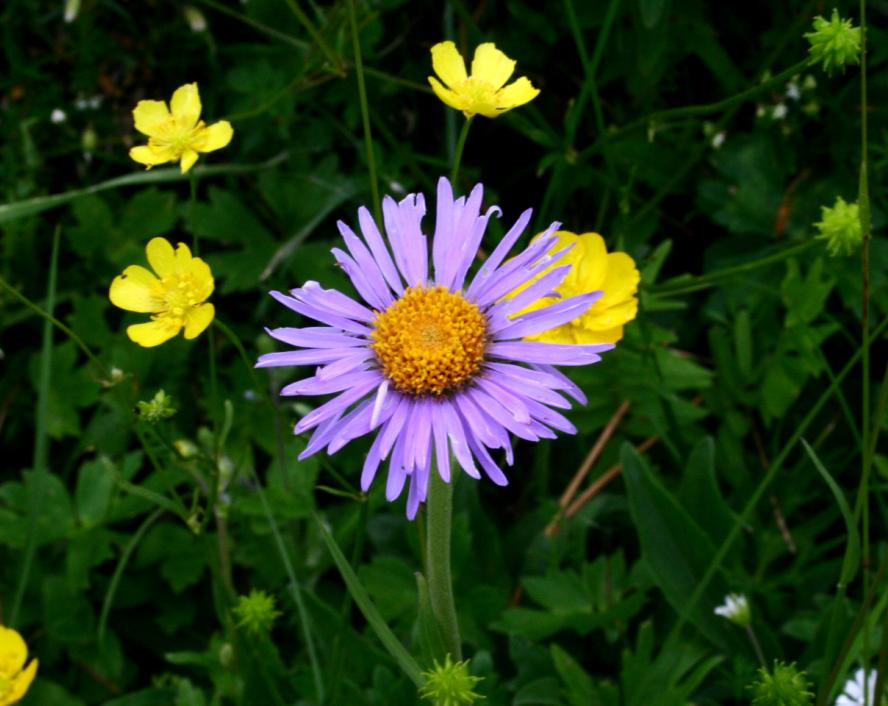
Aster alpinus

Questo tipo di pascolo è estremamente ricco di fiori e presenta una diversità nelle specie estremamente elevata.
La struttura è data da Carex montana, piante a rosette e Sesleria.
La copertura vegetale non è molto compatta e sono ben visibili delle regioni meno coperte. Il pascolo magro è destinato per soprattutto pascolo degli ovini.
La quantità di foraggio in questo pascolo è mediocre e la qualità moderata.
Le specie indicatrici di qualità per questo tipo di pascolo sono: Aster alpinus, Helianthemum nummularium, Phyteuma sp. e diverse leguminose. Nelle regioni con una qualità troviamo anche numerose piante medicinali o per infusioni, per esempio Thymus serpyllum.
In questo tipo di pascolo vi è la presenza di pietre e predominano piante a rosetta e erbe come la sesleria e Carex humilis. Il pascolo è anche molto ricco di fiori in generale.
Per non avere impatti negativi sulla vegetazione presente è consigliato un utilizzo molto debole, con massimo un'uscita al pascolo ogni stagione. La concimazione è sconsigliata per mantenere una buona qualità. Sono suoli generalmente secchi e con pH generalmente tra neutro e basico.

### Prato fresco a Carex ferruginea

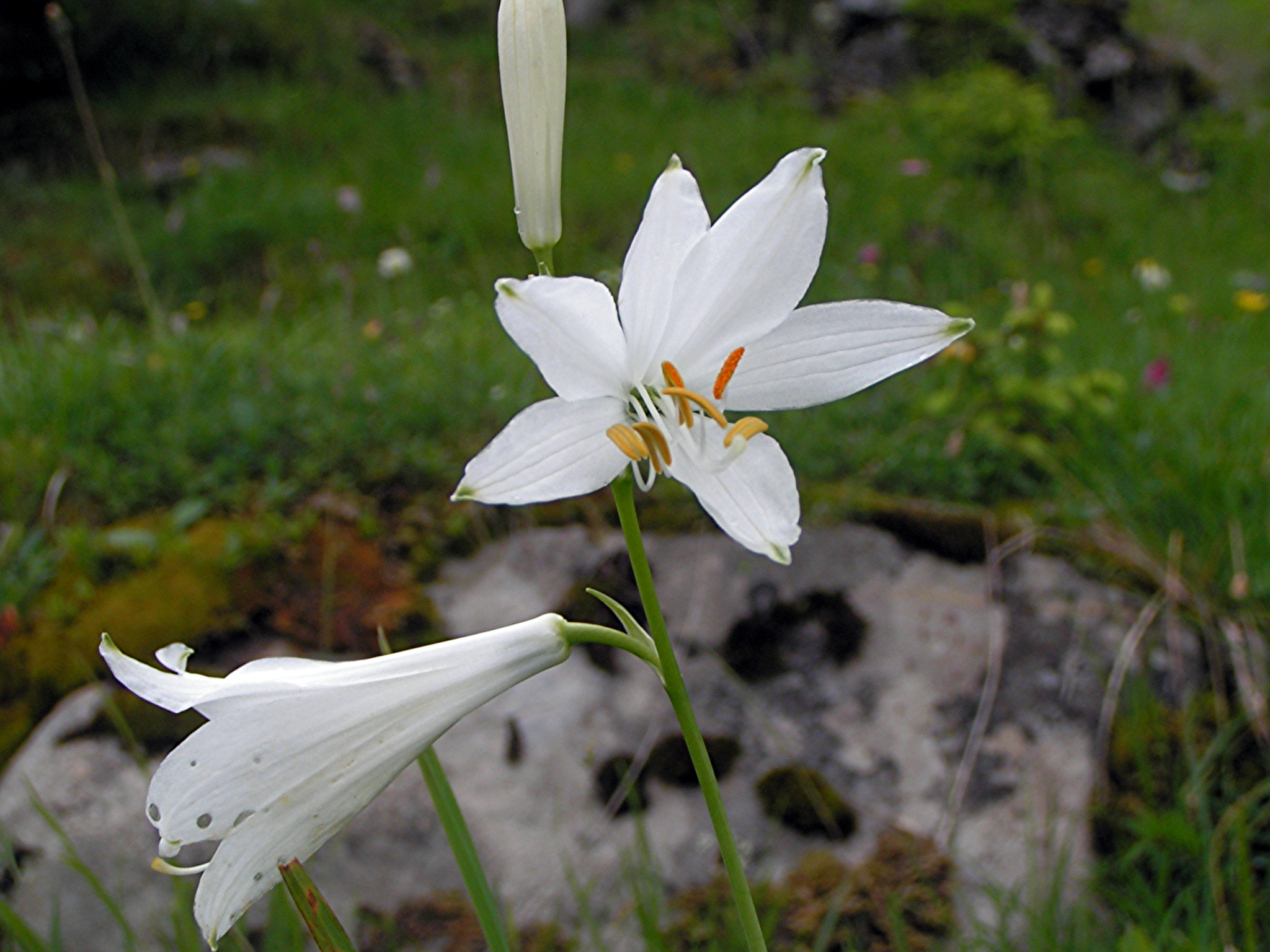
Paradisea liliastrum

Questo tipo di pascolo è caratterizzato dalla presenza di piante a stelo lungo simili alle graminacee, per esempio Carex ferruginea, Festuca violacea o Calamagrostis varia.
L'aspetto è uniforme e popolano pendii declivi calcarei, soprattutto con esposizione settentrionale, spesso umidi e abbastanza ricchi in sostanze nutritive.
La quantità di foraggio in questo pascolo è mediocre e la qualità moderata. Anche la diversità delle specie è moderata in questo prato fresco. Sono suoli generalmente umidi e con pH generalmente tra neutro e basico.
Tra le graminacee trovano abbastanza spazio e luce per svilupparsi una ricca flora di specie come: Pedicularis foliosa, Anemone narcissiflora e Paradisea liliastrum.
I prati freschi a Carex ferruginea poco declivi sono adatti a uno sfruttamento estensivo sotto forma di sfalcio o pascolo. Senza l'utilizzo questi prati scompaiono velocemente e i fiori lasciano il posto ad un manto erboso senza specie indicatrici di qualità.
Questo tipi di pascolo è presente su terreni declivi ombrosi e molto irrigati. La crescita delle graminacee è uniforme e marcata.
Per mantenere la qualità bisogna evitare che il sottobosco prenda il sopravvento, non bisogna concimare e sfruttarlo in modo estensivo con sfalcio o pascolo, con massimo un'uscita al pascolo ogni stagione.

### Palude a piccole carici

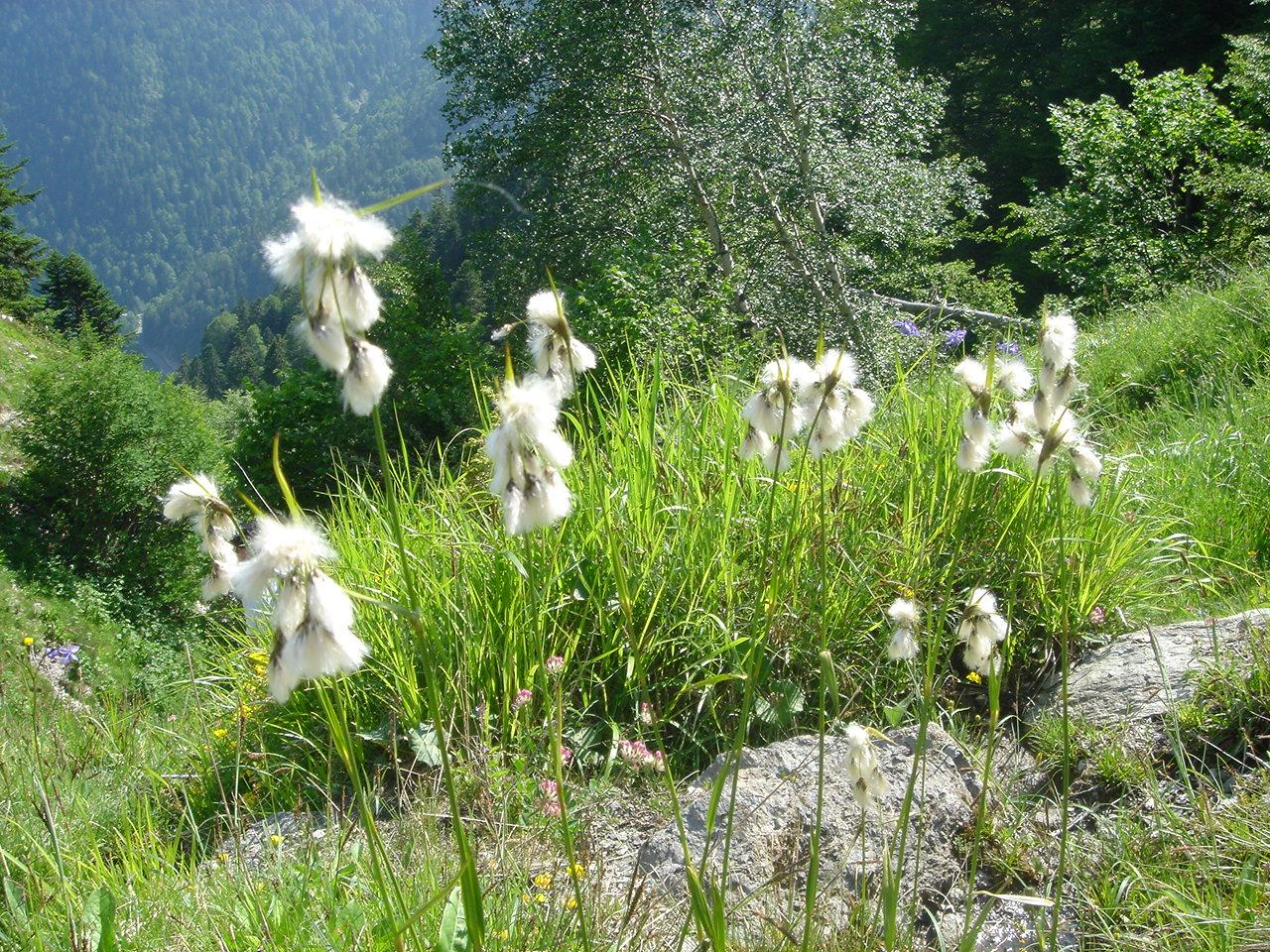
Eriophorum latifolium

Queste paludi si sviluppano in zone torbose e portano ad una copertura fitta dominata da Cyperaceae e Juncaceae.
Queste paludi sono presenti sotto tutti i livelli di pH, ma sempre in ecosistemi umidi e molto umidi. La quantità di foraggio in questo pascolo è scarsa e di qualità moderata.
La specie tipica è Carex fusca e in generale abbiamo poche piante fiorite e scarsa presenza di colori, ma sono presenti anche specie rare e protette e indicatrici di qualità.
Per riconoscere la palude a piccole carici bisogna trovare una vegetazione, su suolo umido, caratterizzata da Eriophorum e orchidee, e la forte presenza di Cyperaceae e Juncaceae. La biodiversità in questa palude è moderata.
Per preservarne la qualità è consigliato un utilizzo molto debole, con massimo un'uscita al pascolo ogni stagione, per un periodo limitato da effettuarsi quando il tempo è secco, per evitare danni da calpestamento. La concimazione è sconsigliata per mantenere una buona qualità.

### Pascolo umido ricco di sostanze nutritive

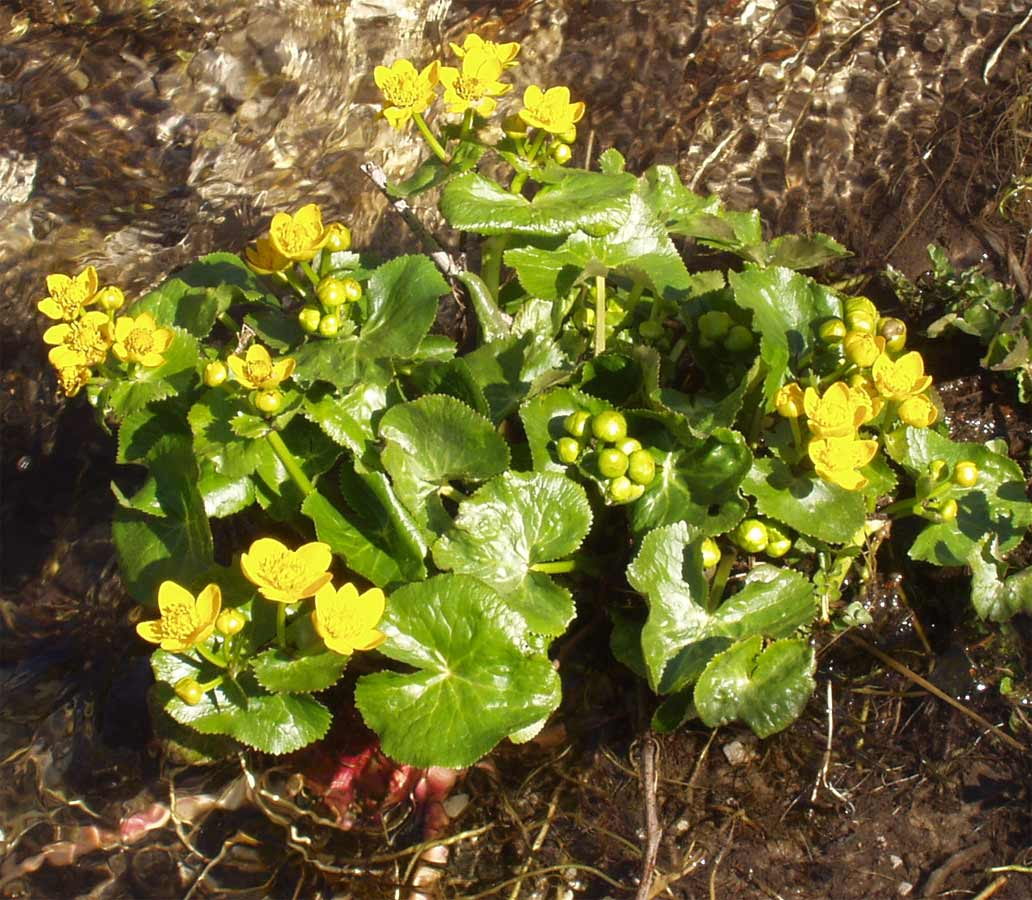
Caltha palustris

Questi pascoli umidi sono frequenti e si trovano soprattutto in suoli molto bagnati o lungo i corsi d'acqua. La presenza delle sostanze nutritive è molto elevata e i suoli sono profondi.
Abbiamo una moderata biodiversità delle specie dominata da piante a foglia grande.
La quantità di foraggio in questo pascolo è mediocre e la qualità moderata.
Sono indicatrici di qualità: Caltha palustris, Trollius europaeus, Polygonum bistorta, diverse specie di orchidee e Lychnis flos-cuculi.
Per identificare questo pascolo bisogna riconoscere a una vegetazione rigogliosa, spesso a foglia grande. Si situano in aree bagnate e/o ombrose.
Per preservarne la qualità è consigliato evitare provvedimenti di drenaggio e garantire lo sfalcio o il pascolo regolare, di media intensità, da una a due uscite al pascolo per stagione. La concimazione è sconsigliata per mantenere una buona qualità, senza concimazione la biodiversità è a livello ottimale.

### Pascolo a covetta e a Crepis aurea

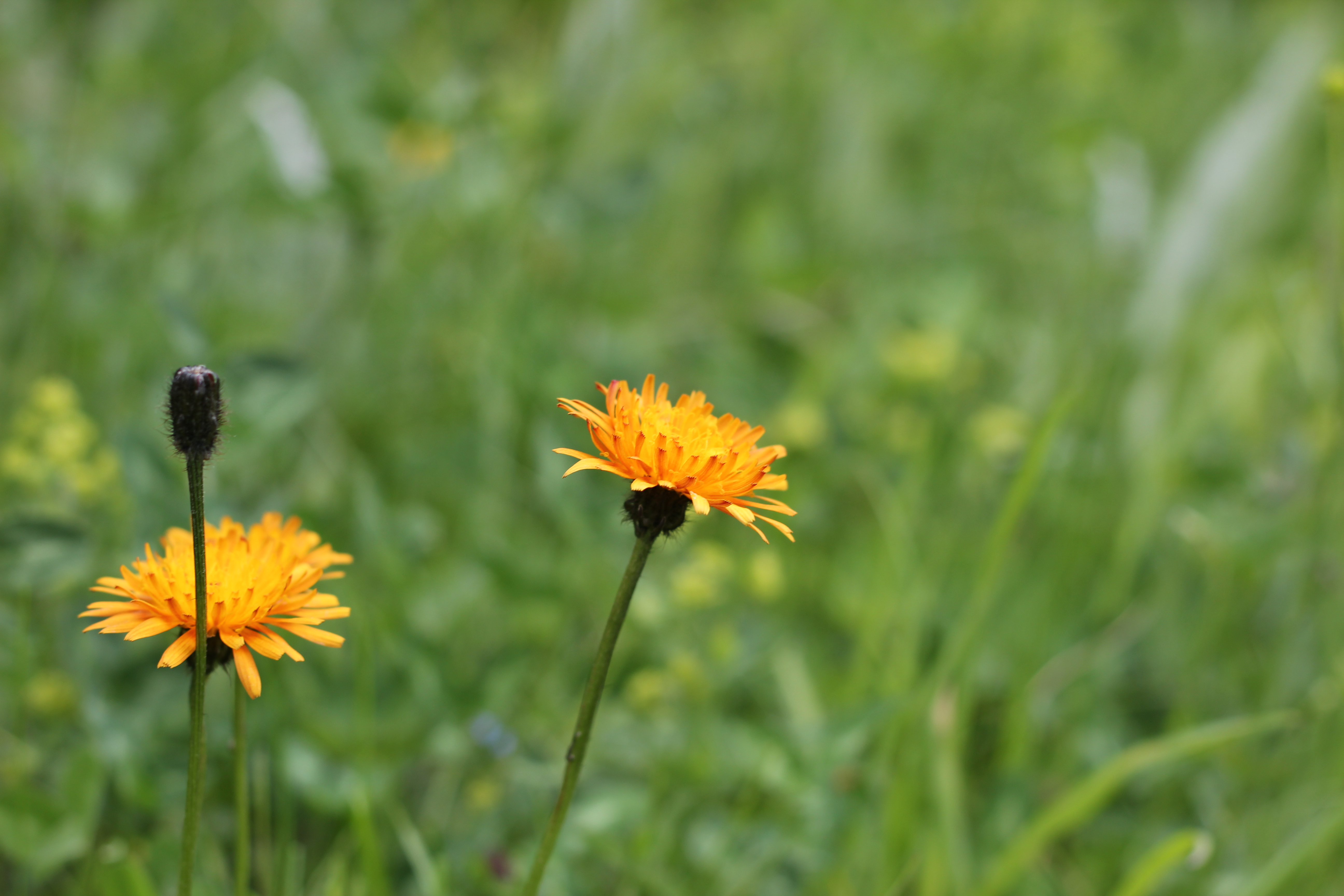
Crepis aurea

Questo pascolo rappresenta il pascolo grasso produttivo nel livello inferiore dell'alpe.
È presente un alto quantitativo di foraggio e di buona qualità. La biodiversità delle specie è moderata.
Le specie tipiche di questo pascolo sono: la covetta, Crepis aurea e Trifolium repens.
Per riconoscere questo pascolo dobbiamo trovarci in luoghi pianeggianti, con una bassa vegetazione e un colore verde intenso con la presenza dei caratteristici fiori dorati di Crepis aurea.
Per non avere impatti negativi sulla vegetazione presente è consigliato un utilizzo di media intensità, da una a due uscite al pascolo per stagione. Per mantenere una buona qualità è consigliata una concimazione annuale con liquame/letame o elevate immissioni di sostanze nutritive tramite il bestiame.

### Pascolo aPoa alpina

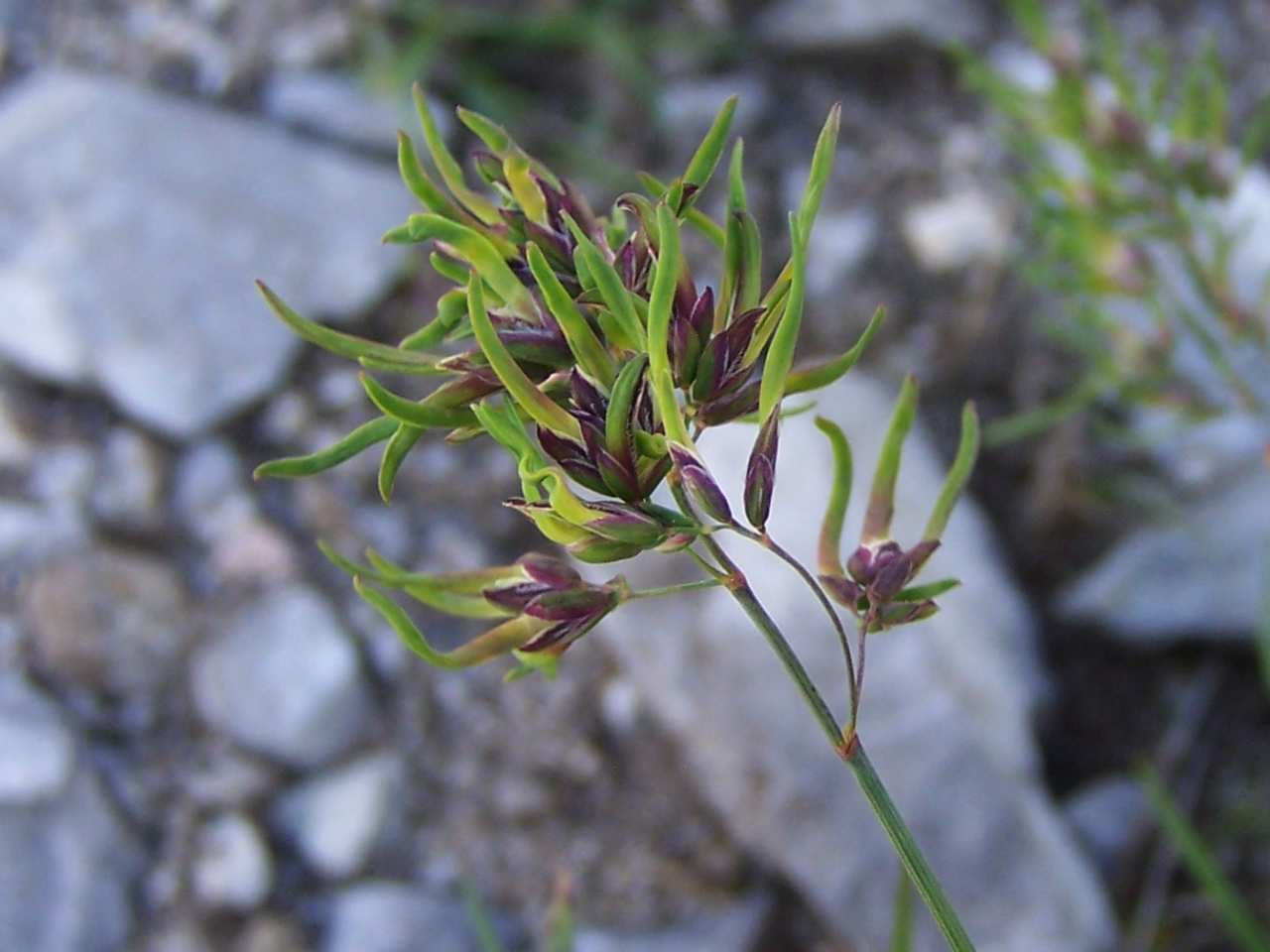
Viviparità di Poa alpina: germinazione dei semi ancora attaccati alla pianta

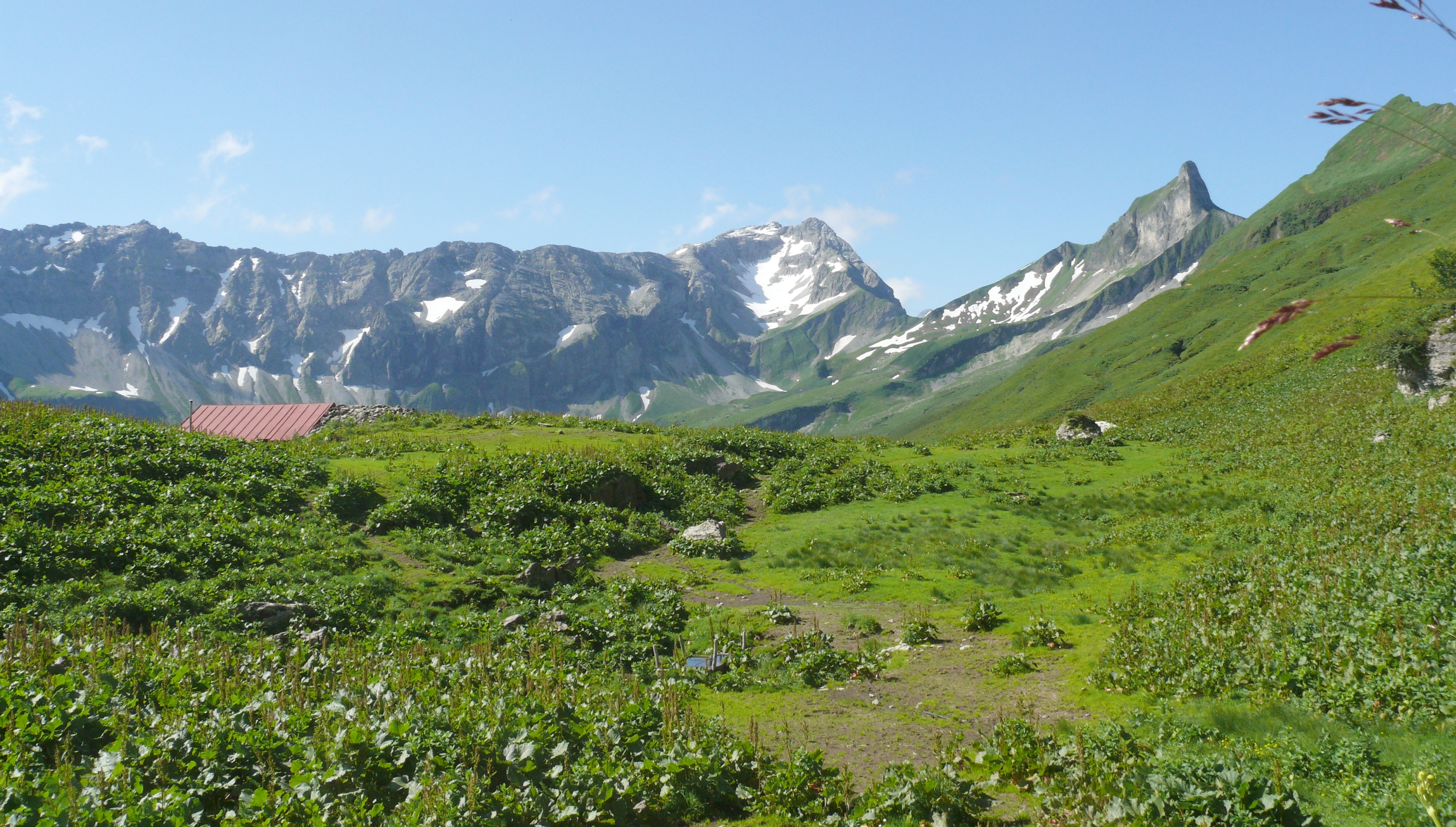
Pianoro con Rumex alpinus

Sono pascoli grassi produttivi con una elevata disponibilità di foraggio e di buona qualità, situati al di sopra dei 1500 m s.l.m. Sono per lo più situati nella prossimità delle baite dove lo sfruttamento è intensivo. Sono prati compatti con vegetazione bassa su terreni fertili e ben irrigati.
È presente un alto quantitativo di foraggio e di buona qualità. La biodiversità delle specie è moderata.
Specie tipiche di questo pascolo sono Alchemilla xanthochlora, Poa alpina, Trifolium badium e Ligusticum mutellina. Il numero di specie presenti può essere anche molto elevato data la presenza sia di specie delle località produttivi sia di quelle delle località magre, ma mancano le specie indicatrici di qualità.
Sono pascoli in luoghi piani, di colore verde intenso e con una bassa vegetazione.
Per promuovere la qualità e la biodiversità in questa zona bisognerebbe effettuare uno smagrimento del suolo, evitando di concimare e un utilizzo di media intensità, da una a due uscite al pascolo per stagione.

### Pianori
Zona limitrofa alla stalla di ogni alpe. In questa zona abbiamo un apporto di sostanze nutritive marcato e frequente ed un calpestamento massiccio che producono una vegetazione molto povera in biodiversità delle specie. Il foraggio nel pianoro è assente visto che le specie dominanti sono indigeste al bestiame.
I pianori sono caratterizzati da specie con grandi foglie come: Rumex alpinus, Jacobaea alpina o Aconitum neomontanum.
Una volta formato un pianoro non è più possibile riportare l'area ad una zona di qualità.

### Pascoli umidi con sviluppo monotono
Area dove l'umidità e l'apporto di sostanze nutritive e/o liquame sono molto presenti. Poiché il bestiame non bruca alcune piante, lo sviluppo tende a essere monotono. La biodiversità diminuisce e dominano alcune piante poco attrattive e troviamo una scarsa biodiversità delle specie. Non abbiamo la presenza di specie indicatrici.
La quantità di foraggio in questo pascolo è scarsa e di qualità moderata.
Questo pascolo è riconoscibile da una vegetazione povera con forte presenza di: Polygonum bistorta, Trollius europaeus o Scirpus sylvaticus.
Per promuovere la qualità in questa zona bisogna apportare sfalci regolari e non concimare e un utilizzo molto debole, con massimo un'uscita al pascolo ogni stagione. La qualità foraggera migliora con la riduzione delle piante tossiche.

## Specie indicatrici
Specie indicatrici di qualità nelle zone secche e magre:
- Aquilegia sp.
- Anthyllis sp.
- Arnica montana

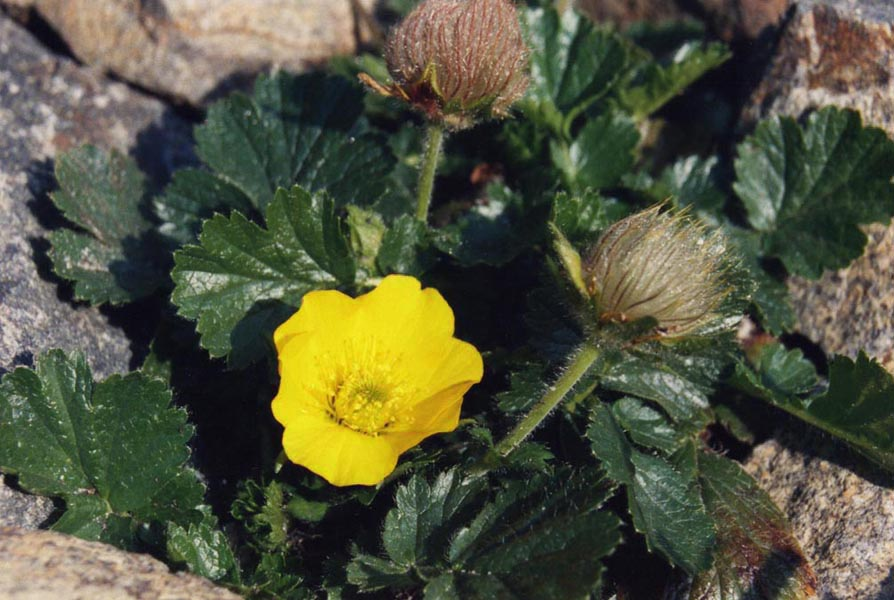
Geum montanum, fiore e frutto

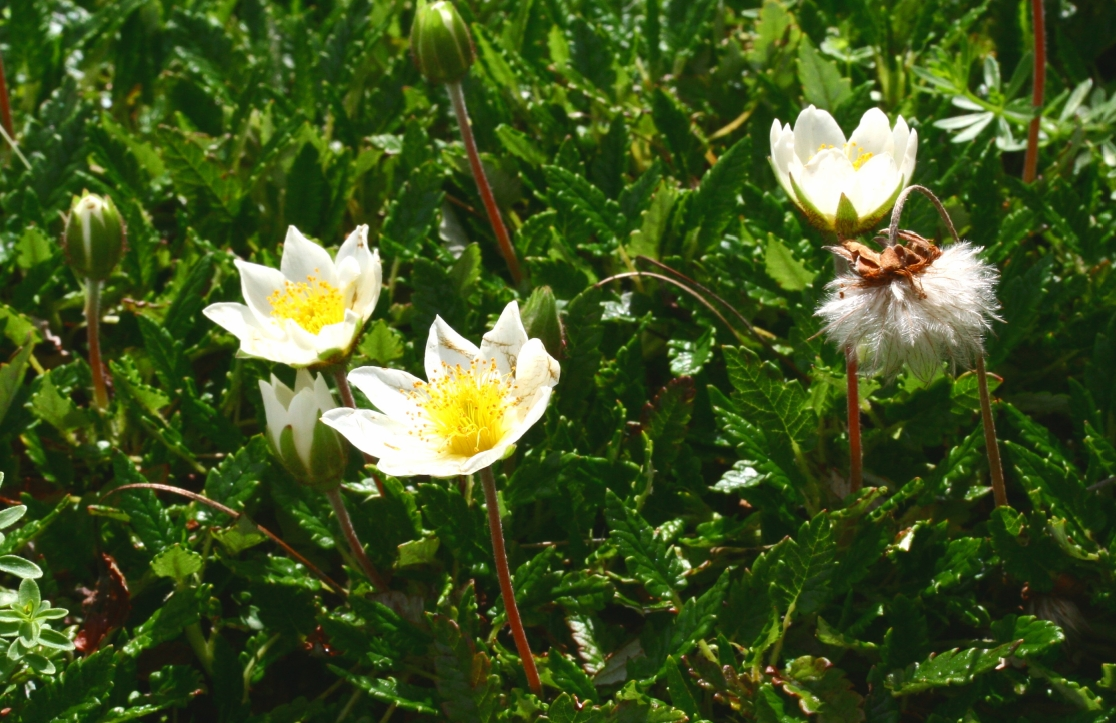
Dryas octopetala, fiore e frutto

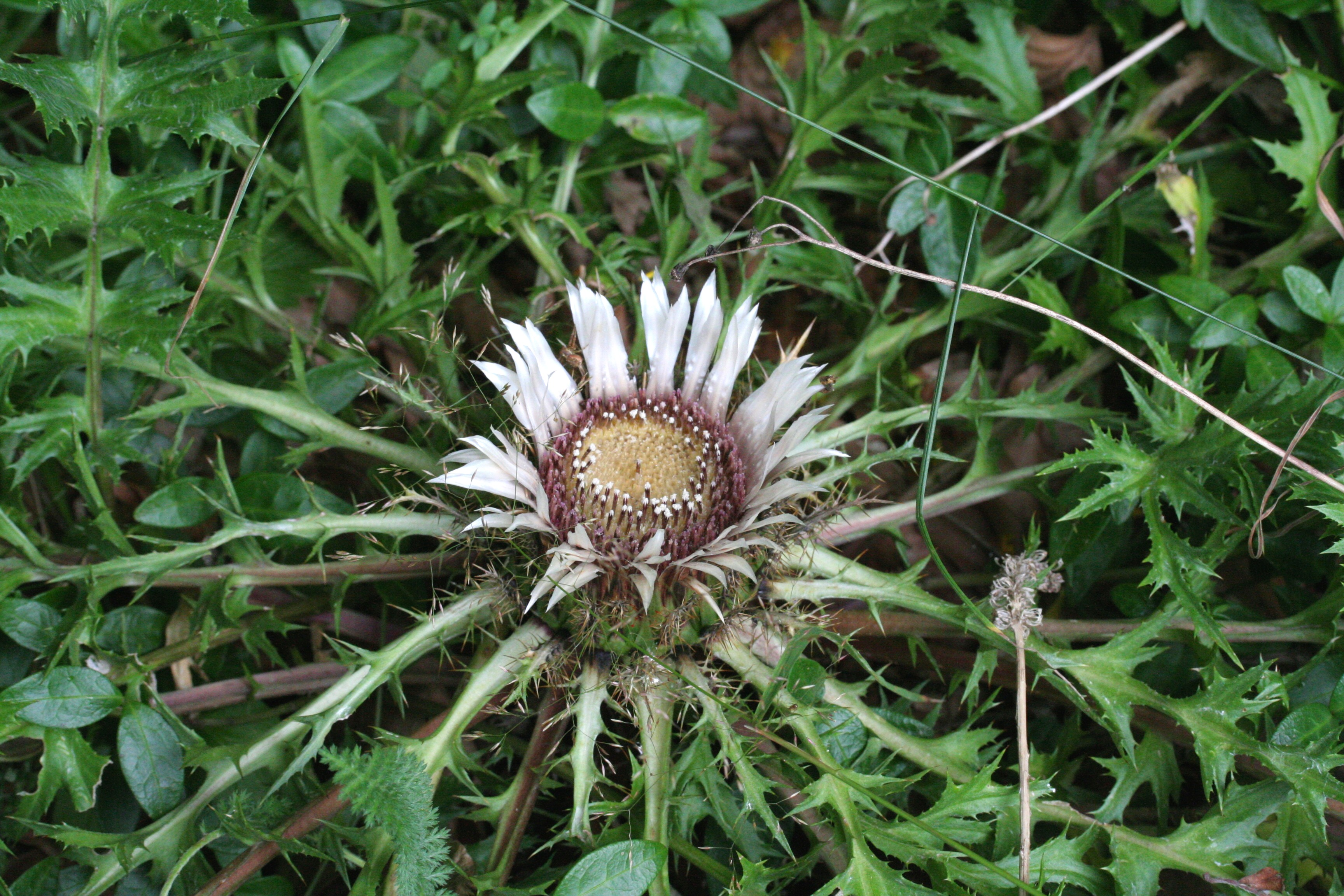
Carlina acaulis

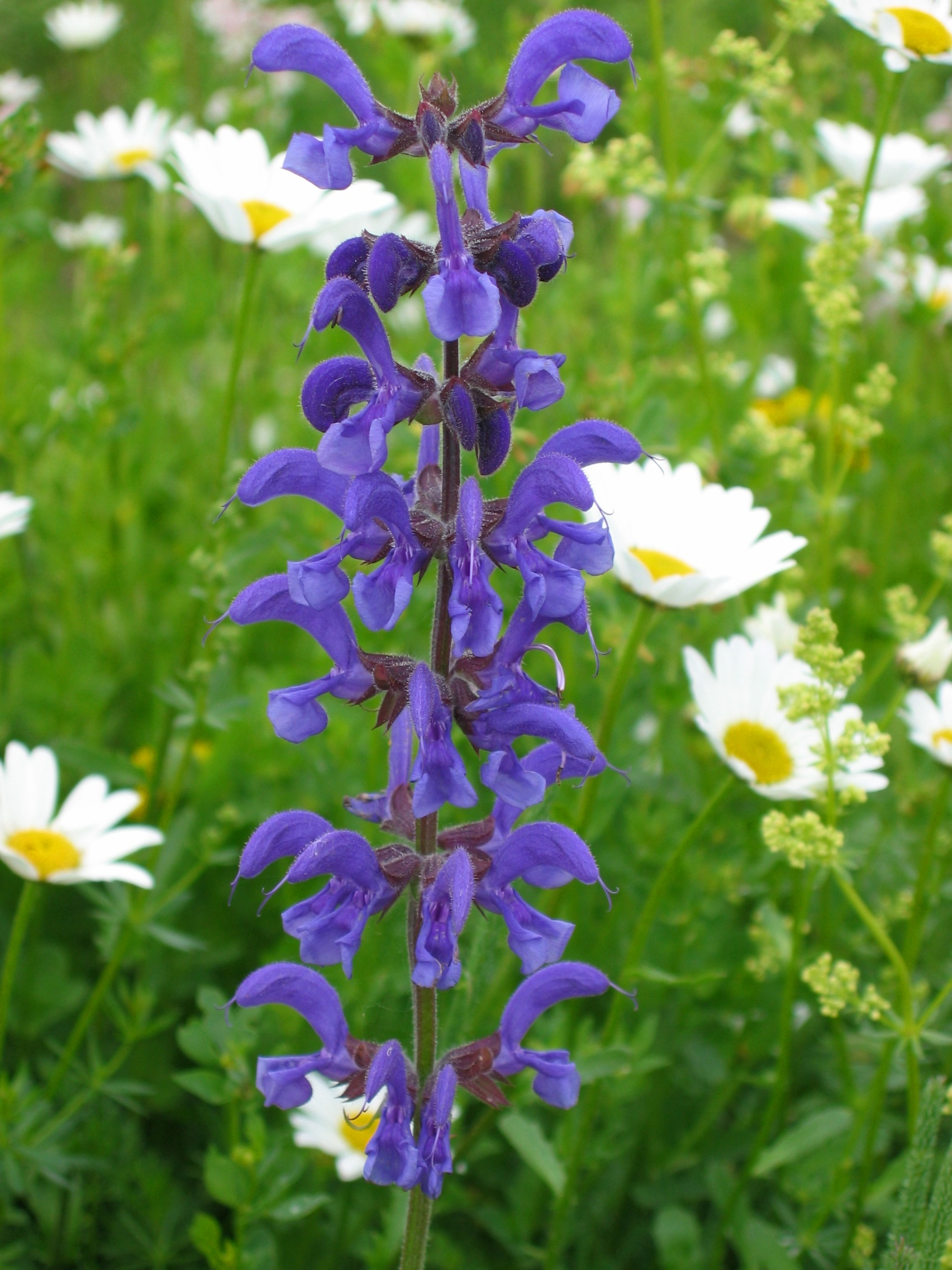
Salvia pratensis, con Leucanthemum sullo sfondo

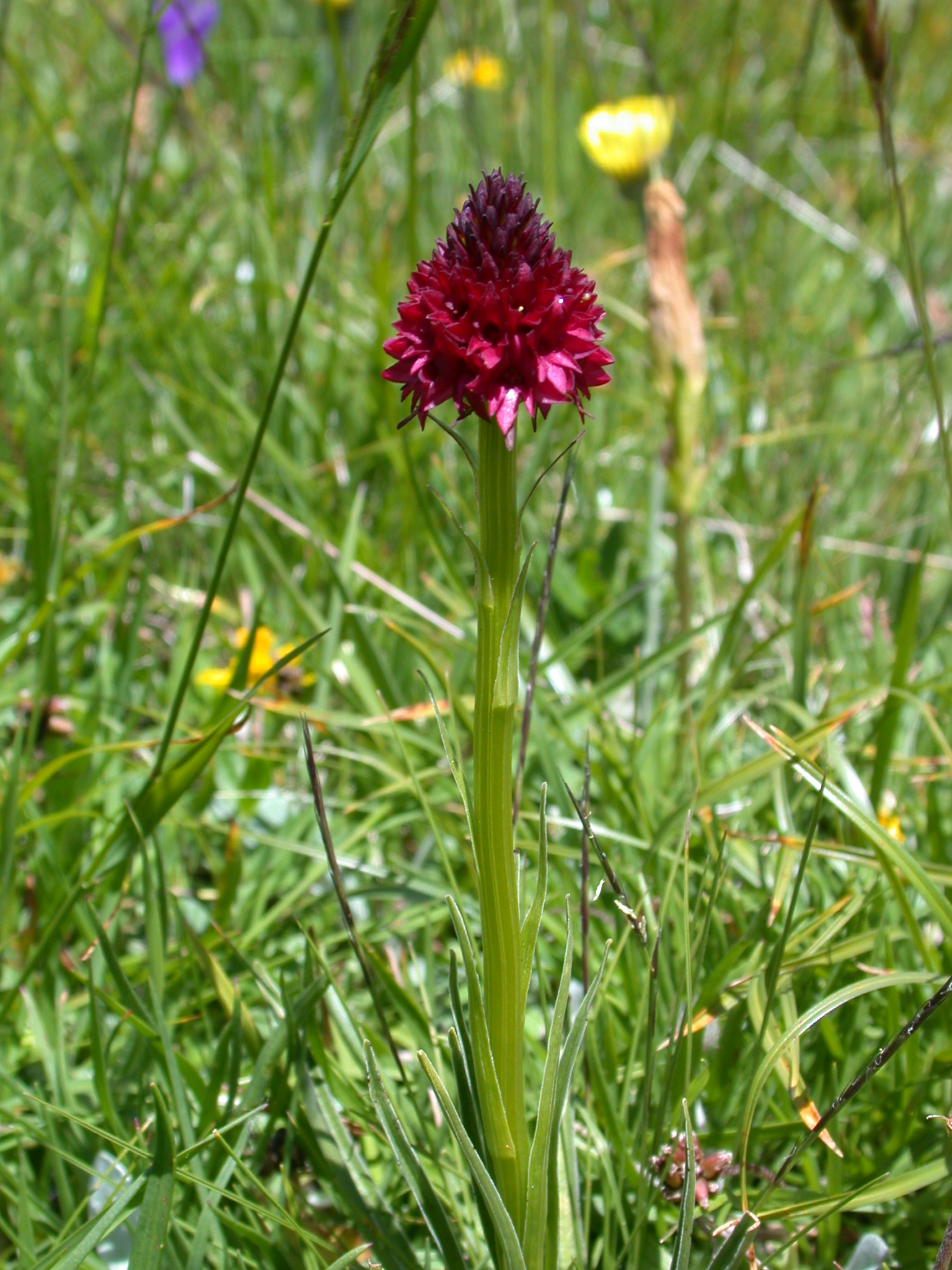
Nigritella nigra, Orchidacea dal caratteristico profumo vanigliato

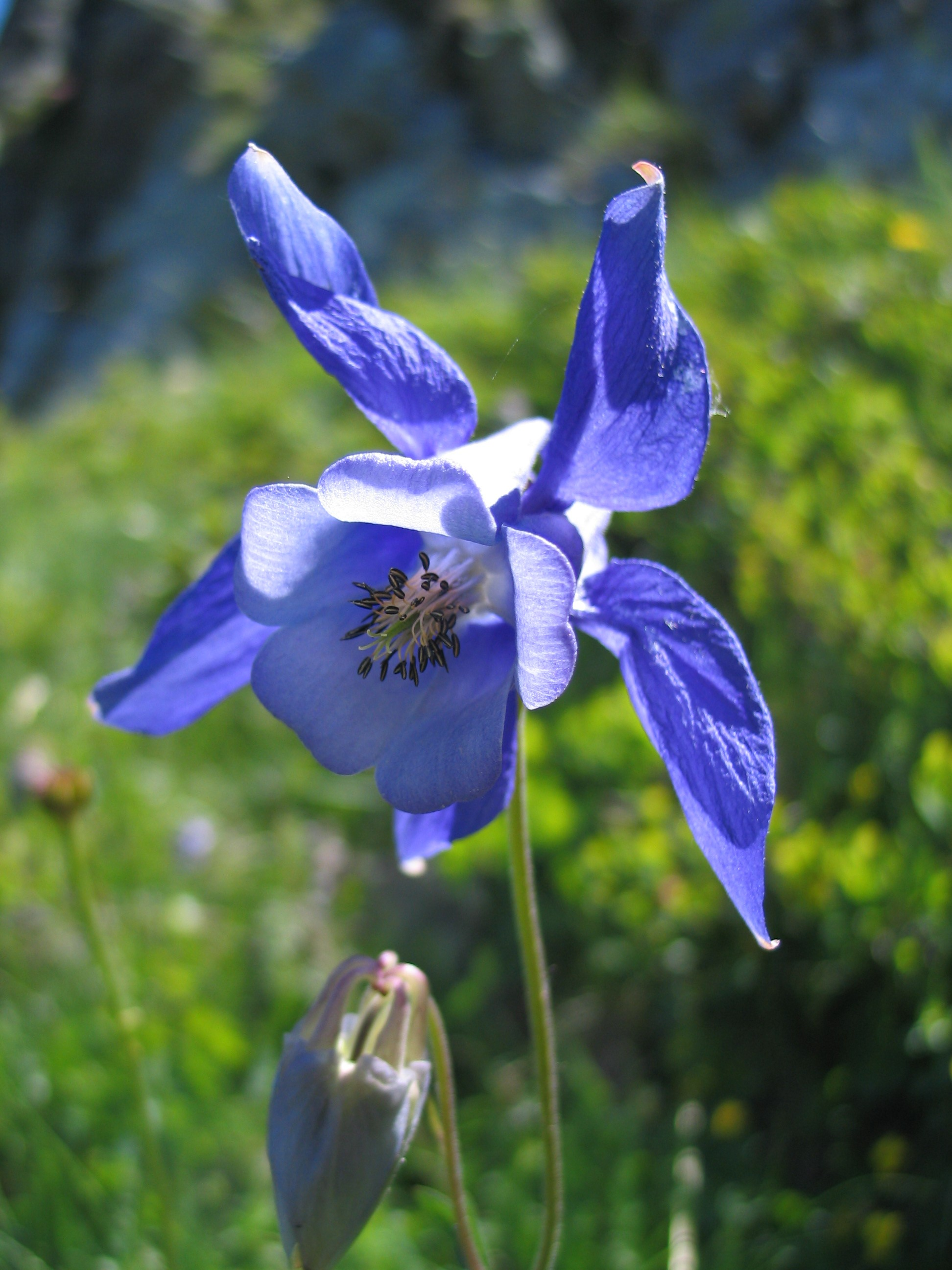
Aquilegia alpina

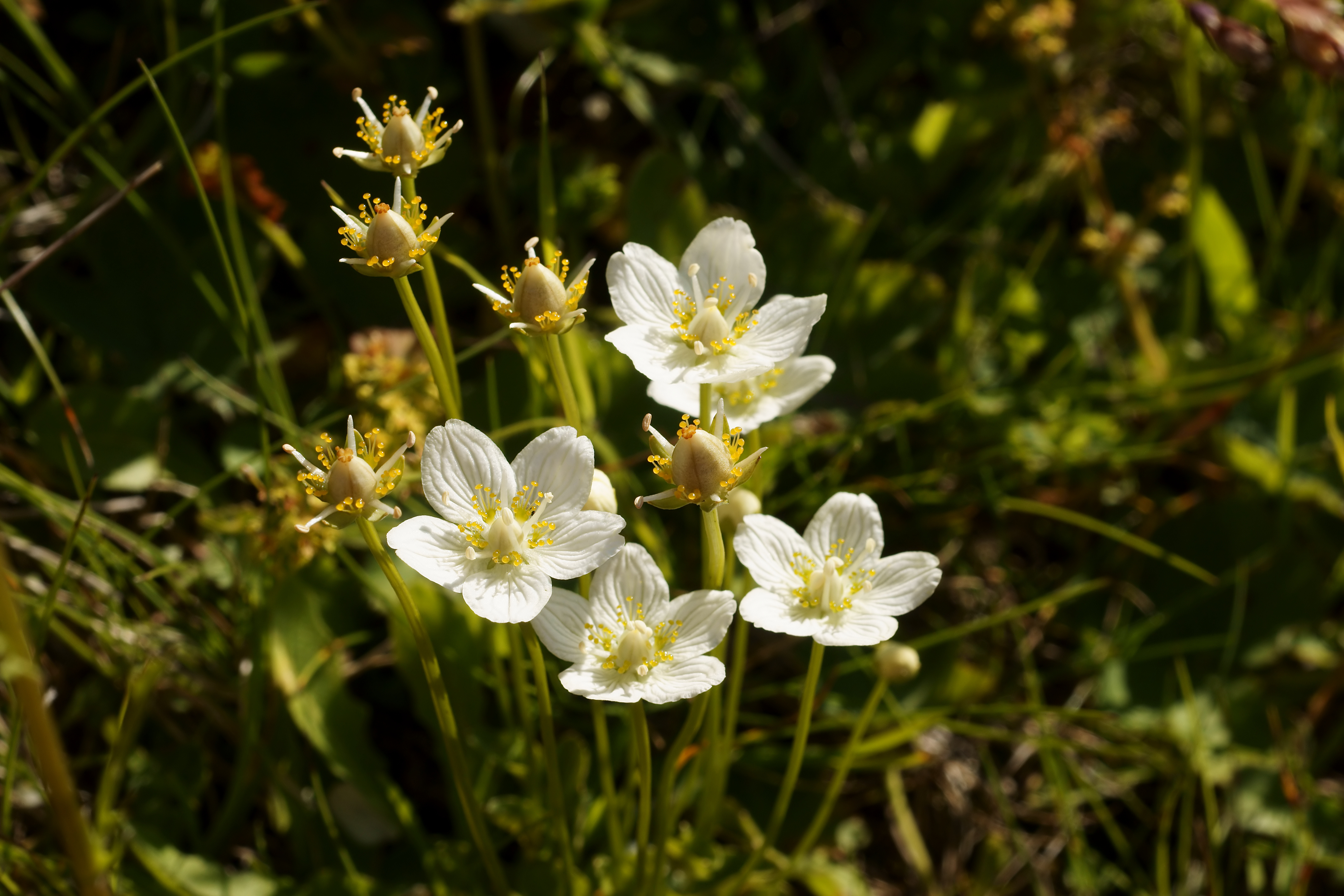
Parnassia palustris

- Aster sp (tranne Aster bellidiastrum)
- Astrantia sp.
- Geum montanum
- Brachypodium pinnatum
- Bromus erectus
- Ononis sp.
- Campanula sp.
- Carlina acaulis
- Centaurea sp.
- Vincetoxicum hirundinaria
- Dryas octopetala
- Onobrychis sp.
- Euphorbia sp.
- Euphrasia sp.
- Galium verum
- Gentiana sp. (tranne Gentiana lutea)
- Globularia sp.
- Helianthemum sp.
- Hippocrepis comosa
- Scabiosa sp.
- Laserpitium sp.
- Lilium sp.
- Paradisea sp.
- Anthericum sp.
- Leucanthemum sp.
- Leuchcanthemopsis sp.
- Origanum vulgare
- Clinopodium vulgare
- Hypericum sp.
- Dianthus sp.
- Orchidaceae
- Sedum sp.
- Sempervivum sp.
- Pedicularis sp.
- Antennaria sp.
- Thalictrum sp.
- Sanguisorba sp.
- Plantago media
- Polygala sp.
- Potentilla sp.
- Primula sp. (tranne Primula farinosa)
- Pulsatilla sp.
- Phyteuma sp.
- Ranunculus bulbosus
- Acinos sp.
- Salvia pratensis
- Saxifraga sp.
- Sesleria sp.
- Thymus sp.

Specie indicatrici di qualità nelle zone umide e magre:
- Bartsia alpina
- Geum rivale
- Cirsium oleraceum
- Cyperaceae (tranne Carex hirta)
- Epilobium obscurum
- Epilobium palustre
- Epilobium anagallidifolium
- Epilobium nutans
- Epilobium alsinifolium
- Pinguicula sp.
- Carex flacca
- Eriophorum sp.
- Parnassia palustris
- Caltha palustris
- Primula farinosa
- Filipendula ulmaria
- Phragmites australis
- Silene flos-cuculi
- Tofielda sp.
- Trichophorum sp.
- Valeriana officinalis
- Valeriana dioica

Specie indicatrici di qualità nelle zone umide e ricche di nutrimenti:
- Ranunculus bianchi
- Polygonum bistorta
- Scirpus silvaticus
- Trollius europaeus